# Якунінська
Яку́нінська (рос. Якунинская) — присілок у складі Верховазького району Вологодської області, Росія. Входить до складу Шелотського сільського поселення.

## Населення
Населення — 12 осіб (2010; 11 у 2002).
Національний склад (станом на 2002 рік):
- росіяни — 100 %